# 阿蒂孔附近贝奇孔
阿蒂孔附近贝奇孔（德語：Bertschikon bei Attikon），简称贝奇孔，是瑞士联邦苏黎世州温特图尔区的已废除市镇，2014年1月1日市镇合并之后是维森丹根的组成部分。阿蒂孔附近贝奇孔面积为9.64平方千米，海拔高度506米，2013年12月31日人口数为1,091。

## 外部連結
- 阿蒂孔附近贝奇孔官方网站（页面存档备份，存于） （德文）